# 괴인 (영화)
괴인(A Wild Roomer)은 한국에서 제작된 이정홍 감독의 2022년 드라마 영화이다. 박기홍 등이 출연하였다.

## 출연
- 박기홍
- 최경준
- 이소정
- 안주민
- 이기쁨
- 전길

## 수상 목록
- 2024년 제60회 백상예술대상 영화부문 신인 감독상 (이정홍)
- 2024년 제33회 부일영화상 신인감독상 (이정홍)